# Bryan Genesse
Bryan Genesse (* 20. März 1964 oder 1967 in Hamilton, Ontario) ist ein kanadischer Schauspieler und Kampfkunst-Choreograph.

## Leben
Von 1987 bis 1989 spielte er in der Serie Reich und Schön die Rolle des Rocco Carner, 2009 verkörperte er den Charakter für sechs neue Folgen. 1989 war er als Rick Curry in Skin Deep – Männer haben’s auch nicht leicht zu sehen. Im Jahr 2000 übernahm er Regie und Drehbuch im Film Bad Guys, in dem er auch als Jack Ford mitspielte. 2005 spielte er an der Seite von Morgan Freeman und Kevin Spacey in Edison.
Genesse ist auch als Kampfkunst-Koordinator und -Choreograph tätig, etwa in der Fernsehserie Das Gesetz der Straße (1991–1993), wo er auch die Hauptrolle Grady Jameson übernahm, im Film Shadowchaser 2 (1994), in dem er als Frank Meade gegen den von Frank Zagarino gespielten Androiden kämpfte, oder im Film Todeskommando Weißes Haus (1999).
Bryan Genesse heiratete 1994 die Schauspielerin Brooke Theiss. Sie haben einen Sohn (* 1995) und eine Tochter (* 2008).

## Filmografie (Auswahl)
- 1985: Screwballs II
- 1987–1988, 2009: Reich und Schön (The Bold and the Beauty, Soap, 110 Folgen)
- 1989: Skin Deep – Männer haben’s auch nicht leicht (Skin Deep)
- 1990: Unser lautes Heim (Growing Pains, Fernsehserie, Folge 5x22)
- 1990: How to become a teenage Ninja
- 1991–1993: Das Gesetz der Straße (Street Justice, Fernsehserie, 44 Folgen)
- 1991: California Casanova
- 1994: Shadowchaser 2
- 1995: Cyborg Cop III
- 1995: Future Force – Virus der Apokalypse (Terminal Virus)
- 1995: Human Time Bomb
- 1997: Spoiler – Verdammt im Eis (Spoiler)
- 1998: Cold Harvest – Der Countdown läuft
- 1998: Operation Delta Force III
- 1999: Betrayed – Verraten und verkauft (Traitor’s Heart)
- 1999: Todeskommando Weißes Haus (The Alternatate)
- 2000: Bad Guys
- 2001–2002: Auf kalter Spur (Cold Squad, Fernsehserie, 8 Folgen)
- 2001: Death Train – Fahrt in den Tod (Death Train)
- 2001: Final Punch
- 2003: Sometimes a Hero
- 2004: Feuer – Gefangen im Inferno (Nature Unleashed: Fire)
- 2004: Wenn wir uns wiedersehen (We’ll Meet Again)
- 2005: Edison